# A Band Apart
A Band Apart est une société de production de cinéma américaine, créée par Quentin Tarantino et Lawrence Bender. Elle a produit la plupart des longs métrages de Tarantino et de Robert Rodriguez, dont Pulp Fiction, Groom Service, Une nuit en enfer (From Dusk Till Dawn) et Kill Bill : Volume 1 / Volume 2, Jackie Brown ainsi que Inglourious Basterds.
A Band Apart s'est aussi spécialisée dans la production de films publicitaires et de clips ou spectacles musicaux. Dans ce domaine, elle a collaboré avec des réalisateurs de premier plan tels que John Woo, Tim Burton ou John Landis.

## Origine du nom
Le nom de cette société est une référence au film de Jean-Luc Godard Bande à part,,,. Malgré cet hommage, en 2014, le réalisateur franco-suisse déclare n'avoir aucune considération pour le réalisateur américain, et souligne que Quentin Tarantino « n'a rien payé » pour le nom de sa société.

## Films produits
N.B. : N'est pas dans la liste : Reservoir Dogs (1992), dont Quentin Tarantino a uniquement utilisé le symbole des hommes marchant ensemble comme logo pour A Band Apart.
Par date de première sortie en salles
1994
- Pulp Fiction réalisé par Quentin Tarantino

1995
- Groom Service (Four Rooms) réalisé par Allison Anders, Alexandre Rockwell, Robert Rodriguez et Quentin Tarantino
- The Whiskey Heir réalisé par JoAnn Fregalette Jansen
- White Man (White Man's Burden) réalisé par Desmond Nakano

1996
- Sang-froid (Curdled) réalisé par Reb Braddock
- Une nuit en enfer (From Dusk Till Dawn) réalisé par Robert Rodriguez

1997
- Jackie Brown réalisé par Quentin Tarantino

1999
- Une nuit en enfer 2 : Le Prix du sang (From Dusk Till Dawn 2: Texas Blood Money) réalisé par Scott Spiegel (Vidéo)

2000
- Une nuit en enfer 3 : La Fille du bourreau réalisé par  P. J. Pesce (en) (Vidéo)

2002
- Flagrant délire (Stark Raving Mad) réalisé par Drew Daywalt (en) et David Schneider
- When Incubus Attacks réalisé par Philip Harder, Kenny Morrison, Stephen Mushisughi et Brett Spivey (Vidéo)

2003
- Kill Bill : Volume 1 (Kill Bill: Vol. 1) réalisé par Quentin Tarantino

2004
- Dirty Dancing 2 (Dirty Dancing: Havana Nights) réalisé par Guy Ferland
- Kill Bill : Volume 2 (Kill Bill: Vol. 2) réalisé par Quentin Tarantino
- Voces inocentes réalisé par Luis Mandoki

2007
- Boulevard de la mort (Death Proof) réalisé par Quentin Tarantino
- Planète Terreur (Planet Terror) réalisé par Robert Rodriguez

Ces deux films font partie d'un diptyque réalisé par les deux cinéastes, Grindhouse
2009
- Inglourious Basterds réalisé par Quentin Tarantino